# Ordovicij
Ordovicij je drugo od šest geoloških razdoblja paleozoika. Prije njega je bio kambrij a nakon njega silur. Ordovicij je dobio ime po plemenu Ordovices iz Walesa, a definirao ga je Charles Lapworth 1879. kako bi razriješio svađu između sljedbenika Adama Sedgwicka i Rodericka Murchisona, koji su stavili iste kamene ostatke na sjeveru Walesa i u razdoblje kambrija i razdoblje silura. Lapworth je prepoznao da se fauna fosila u ostacima razlikuje i od kambrija i od silura, te je odlučio da ih stavi u vlastito razdoblje.
Velika Britanija je dugo oklijevala priznati tu klasifikaciju, dok je ostatak svijeta to učinio relativno brzo. 1906. Geološki kongres je službeno priznao ordovicij kao dio ere paleozoika.

## Datiranje ordovicija
Ordovicij je započeo izumiranjem koje se dogodilo negdje prije 488.3 ± 1.7 milijuna godina te je trajao oko 44.6 milijuna godina. Završio je velikim izumiranjem vrsta prije otprilike 443.7 ± 1.5 milijuna godina, koje je izbrisalo oko 60 % života u moru.
Profesor Adrian Melott je iznio teoriju da su gama-zrake iz svemirske eksplozije mogle uništiti ozonski omotač te izložiti život smrtonosnom zračenje.[nedostaje izvor] No većina znanstvenika se slaže da je izumiranje bilo kompleksno te imalo više uzroka. Drugi period u paleozoiku stvorio je izvore nafte i plina.

## Podjela ordovicija
- gornji ordovicij (prije 460 – 443 milijuna godina)
  - Ashgil
  - Caradoc
- srednji ordovicij (prije 470 – 460 milijuna godina)
  - Llanvirn
    - Abereiddian
    - Llandeillian
- donji ordovicij (prije 490 – 470 milijuna godina)
  - Arenigij
  - Tremadocij

## Paleogeografija i klima
Razina mora je bila vrlo visoka tijekom ordovicija. Zapravo, tijekom tremadocija morska je transgresija diljem svijeta bila najveća kao što pokazuju dokazi očuvanog kamenja. Razina mora bila je u prosjeku čak 180 metara viša od današnje; porasla je do 220 metara, a onda se naglo spustilo do 140 metara današnje razine mora pred kraj ordovicija. 
Tijekom ordovicija južni kontinenti su bili spojeni u jednu ogromnu kopnenu masu zvanu Gondwana. Gondwana se s vremenom kretala prema južnom polu. Rani ordovicij je navodno bio razmjerno topao, barem u tropskim predjelima. Prosječna temperatura površine planeta bila je oko 16 °C, što je malo više od današnjeg razdoblja. Ledenjaci su pred kraj Ordovicija počeli prekrivati Afriku i Južnu Ameriku.
Čiste vode su poticale rast organizama koji su skladištili kalcijev karbonat u oklopima i kalcit u svojim kosturima. Ocean Pantalasa je obuhvaćao veći dio sjeverne hemisfere, dok su ostali manji oceani bili Proto-Tethys, Paleo-Tethys, ocean Khanty, koji je bio zatvoren većinom kasnog ordovicija, ocean Iapetus te novi ocean Rheik.
Kamenje ordovicija je većinom sedimentarno. Zbog zatvorenog područja i niske razine čvrstog tla, koji postavljaju granice erozije, morski sedimenti koji čine velik dio sistema ordovicija, sastoje se uglavnom od vapnenca. Počelo je i ogromno uzdizanje planina koja je krenula od Kambrija. Do kraja razdoblja, Gondwana se približila južnom polu te je većinom bila smrznuta.

## Život u ordoviciju
Tijekom ordovicija gotovo sav život se još nalazio u oceanima. U Sjevernoj Americi i Europi fauna se jako razvila. Trilobiti i ramenonošci bili su bogati i raznoliki.  Mekušci, koju se se pojavili u kambriju, postali su uobičajni i raznoliki, kao što su školjkaši i puževi. Smatralo se da su se i prvi kralježnjaci pojavili u ordoviciju, no najnovija istraživanja  pokazala su da su vjerojatno nastali već u kambriju. I prva riba s raljama potječe iz kasnog ordovicija. Pojavile su se razne vrste, kao što su Conodonta, Agnata, Cyclostomata, te se razvijaju glavonošci (Cephalopoda) divovskih veličina. Život je krenuo na kopno.
Razina ugljikovog-dioksida (CO2) u Zemljinoj atmosferi bila je 4,200 ppm, dakle 15 puta veća od predindustrijskog razdoblja. Razina kisika bila je oko 68 % današnje razine.
I flora je bila raznolika. Zelene alge bile su česte u kasnom kambriju. Biljke su se vjerojatno razvile od njih. Na kopnu su se pojavile i prve biljke. Fosili kopnenih biljaka identificirani su u sedimentim gornjeg ordovicija. I prve kopnene gljive su se vjerojatno pojavile u kasnom ordovicju, odmah nakon biljaka.
Pojavili su se i mahovnjaci i prvi koraljni grebeni.

## Kraj ordovicija
Ordovicij je završio serijom masovnih izumiranja vrsta koje, kao cjelina, predstavljaju drugo najveće izumiranje u povijesti zemlje po broju rodova koji su izumrli. Jedino veće izumiranje dogodilo se pri prelasku perma u trijas.
Tijekom tog izumiranja oko 49 % rodova faune je nestalo. Većinom se prihvaća teorija da je to pokrenulo novo ledeno doba - kraj ordoovicija obilježilo je jedno od najhladnijih razdoblja Zemlje u zadnjih 600 milijuna godina. No to ledeno doba nije bilo toliko dugo koliko se isprva mislilo; istraživanje je pokazalo da je trajalo negdje između 0.5 do 1.5 milijuna godina. Gondwana se spustila na južni pol pa je glacijacija zarobila i smanjila vodu u svjetskim oceanima. 

## Poveznice
- Geološka razdoblja

## Vanjske poveznice
- Primjeri fosila iz ordovicija
- BBC – zračenje Gama zraka možda odgovorno za izumiranje u Ordoviciju
- ABC – zračenje Gama zraka možda odgovorno za izumiranje u Ordoviciju
- Geomorfološke promjene i razvoj života  Arhivirana inačica izvorne stranice od 27. rujna 2007. (Wayback Machine)